# Gian Maria Ghidini
Gian Maria Ghidini, detto Giamma (Brescia, 2 agosto 1911 – Genova, 18 ottobre 1974), è stato un entomologo, speleologo ed erpetologo italiano.

## Biografia
Gian Maria Ghidini, laureato in chimica e in scienze naturali, a Genova non fu solo docente: diede vita fra l'altro a un locale centro Pro natura propulsore di attività didattiche e divulgative sia presso quel Museo di scienze naturali che mediante escursioni guidate, nonché alla pubblicazione di un bollettino, antesignano degli attuali organi di diffusione facenti capo ad enti ed associazioni su base nazionale.
Agli scritti accolti nei Commentari dell'Ateneo di Brescia su fenomeni del carsismo della provincia e loro peculiarità e sulla fauna ento-mologica del territorio, sono da aggiungere diversi trattati della serie «Scienza e lavoro della locale editrice «La Scuola»: "Moderni metodi di lotta contro gli insetti", "Difendiamo oggi il mondo di domani", "Gli animali delle caverne", "Le termiti e la loro diffusione in Italia", "Serpenti d'Italia e di altri Paesi", "L'ape", "Gli anfibi italiani", sono titoli di proprie monografie in cui il rigore scientifico si sposa a una limpida prosa, a un discorso di fresca immediatezza e di agevole comprensione. 
Negli ultimi anni fu costretto a limitare l'attività a quella di preside degli istituti superiori di istruzione classica di Genova, in conseguenza di un grave trauma fisico. Assistente dell'Istituto di zoologia dell'Università di Roma tra il 1935 e il 1953, fu autore di ricerche sistematiche e faunistiche su insetti ematofagi. Studioso della fauna dell'Africa Orientale Italiana, fu docente presso l'Università degli Studi di Genova.

## Opere
- Contributi alla conoscenza della fauna speleo-entomologica Brescia, Genova, 1931.
- Descrizione di un nuovo Trechus italiano (Col. Carabidae): Trechus Naldii n. sp.. Bollettino della Società Entomologica Italiana 3: 40-45. Genova, 1932.
- Descrizione di una nuova specie di Pholeuonidius (Coleoptera Bathyscinae). Bollettino della Società Entomologica Italiana 55 (2): 49-52. Genova, 1933.
- Una sottospecie nuova di Trechus Glacialis Heer. Trento, 1935.
- Coleopterorum brixiensis regionis fauna, Brescia, 1936.
- Le caverne del Monte Maddalena e la loro fauna 1937.
- Materiali per una bibliografia zoologica dell'Africa Orientale, 1940.
- Glossario di entomologia ed. La Scuola, Brescia, 1949.
- Considerazioni sistematiche e biogeografiche sulle due specie Antisphodrus Schreibersi Kust. e A. Insubricus Gangl. (Coleoptera Carabidae). Rassegna Speleologica Italiana 6,4. Como, 1954.
- L'Athypna abdominalis Fabr. e le sue razze: Col. Scarabaeeidae, 1956.
- Le termiti e la loro diffusione in Italia, Brescia, 1956.
- Costruzione di un centro di inanellamento pipistrelli 214-222. Como, 1956
- Centro Inanellamento Pipistrelli: otto anni di attività (1957-1964), Milano, 1966.
- Biogeografia e protezione della natura. Archivio Botanico e Biogeografico Italiano 11,4. Modena, 1966.